# Artemisia pauciflora
Artemisia pauciflora là một loài thực vật có hoa trong họ Cúc. Loài này được Weber mô tả khoa học đầu tiên năm 1775.